# 勾留
勾留（こうりゅう、英語: Detention）とは、被疑者もしくは被告人を刑事施設や代用刑事施設（刑事収容施設及び被収容者等の処遇に関する法律3条3号）に拘禁する旨の裁判官、もしくは裁判所の裁判（刑事訴訟法62条、79条などにいう「勾留」）、または、当該裁判に基づき被疑者もしくは被告人を拘禁すること（同法80条、88条などにいう「勾留」）をいう。
報道機関の中には、拘置（こうち）と表現するものもある。
また、同音の拘留とは全くの別処分であるため、両者が紛らわしい場合に、勾留を「カギこうりゅう」、拘留を「テこうりゅう」と読み分ける場合がある。

## 被疑者の勾留

### 要件
被疑者の勾留の要件は、犯罪の嫌疑、勾留の理由、勾留の必要性である（刑事訴訟法207条1項、60条）。
- 犯罪の嫌疑
被疑者が罪を犯したことを疑うに足りる相当な理由（刑事訴訟法207条1項、60条1項柱書）である。
被疑者の勾留の要件としての犯罪の嫌疑は、逮捕状による逮捕の要件としての嫌疑（同法199条1項本文）よりも高度な嫌疑が必要であるが、緊急逮捕の要件としての「罪を犯したことを疑うに足りる充分な理由」（同法210条1項前段）よりその程度は低くてよいとされる。
なお、第一審で無罪判決を受けた場合において、控訴裁判所が勾留する場合は、無罪判決の存在を十分に踏まえて慎重になされなければならず、嫌疑の程度としては、第一審段階におけるものよりも強いものが要求される（最決2007年12月13日）。
- 勾留の理由
刑事訴訟法60条1項各号所定の事由を、勾留の理由という（犯罪の嫌疑を含めて「勾留の理由」ということもある）。
  - 住居不定
被疑者が定まった住居を有しない（同項1号）ことである。刑法、暴力行為等処罰に関する法律及び経済関係罰則の整備に関する法律の罪については30万円以下の罰金、拘留又は科料に当たる事件（過失傷害（刑法209条）など）については、住居不定でなければ、被疑者を勾留することができない（刑事訴訟法207条1項、60条3項）。これら以外の法令の罪については、2万円以下の罰金、拘留又は科料に当たる罪（軽犯罪法1条各号所定の罪など）についても、同様である（刑事訴訟法207条1項、60条3項かっこ書）。
  - 罪証隠滅のおそれ
被疑者が罪証を隠滅すると疑うに足りる相当な理由がある（同項2号）ことである。実務上、罪証とは物証のみならず供述証拠も含み、罪証隠滅の対象としては、犯罪の成否に関わる罪体のみならず起訴不起訴の判断や量刑等に影響を与えうる重要な情状事実についても含むと解されており、これらのおそれの有無に関する事実認定に際して否認や黙秘等の被疑者の供述態度をも考慮に容れることも許容されるとされており、これが広く用いられている。組織犯罪や被疑者と他の事件関係者の供述が食い違っている事件、重要な物証の所在が不明な事件については罪証隠滅のおそれが肯定されやすい。
  - 逃亡のおそれ
被疑者が現に逃亡したときだけでなく、逃亡すると疑うに足りる相当な理由があることである（同項3号）。被疑者の住居や職業が不安定な場合や被疑事実の重大性や被疑者の前科状況等に照らして重い刑事処分が予想される場合は逃亡のおそれが肯定されやすい。
- 勾留の必要性
嫌疑及び勾留の理由がある場合でも、被疑者を勾留することにより得られる利益とこれにより生ずる不利益とを比較して、権衡を失するときは、被疑者を勾留することは許されない。このような意味において被疑者の拘禁を相当と評価すべき実質的な理由である（刑事訴訟法87条1項参照）。

### 手続
1. 逮捕前置主義
被疑者の勾留は、先に適法な逮捕がされている場合にのみ認められる（逮捕前置主義）。すなわち、刑訴法207条は、「前3条の規定による勾留の請求を受けた裁判官は、その処分に関し裁判所又は裁判長と同一の権限を有する（後略）」と規定しているが、同法204条から205条には被疑者が逮捕状により逮捕（通常逮捕）された場合の勾留請求が規定されていることから、同法207条は、そのような場合に限り勾留請求ないし勾留を認める趣旨と解されている（なお、緊急逮捕・現行犯人逮捕については、それぞれ211条・216条で207条を準用している）。
2. 勾留請求
検察官が、裁判官に対して被疑者の勾留を請求する手続をいう（刑訴法204、205、211、216条）。検察官は「勾留請求書」を作成の上、必要な資料を添付して、裁判官に提出する。
逮捕から勾留請求までには時間制限があり、警察から身柄を受け取ってから24時間以内に勾留請求するのが原則である（刑訴法205条1項）。
3. 勾留質問
検察官から勾留請求を受けた裁判官は、被疑者に対して被疑事件を告げ、これに対する陳述を聞く（刑訴法207条、61条）。この手続を勾留質問という。被疑者国選対象事件であるときは、被疑者に弁護人がいる場合を除き、弁護人選任権を告知する必要もある（刑訴法207条2項）。勾留質問には裁判所書記官が立ち会い（刑訴規則69条）、勾留質問調書を作成する（刑訴規則39条）。勾留請求を受けた裁判官は、勾留の理由がない等の場合を除き、速やかに勾留状を発付し（刑訴法207条5項本文）、勾留状を発付しないときは、釈放命令を発する（同項但書）。
4. 勾留通知
被疑者を勾留したときは、直ちに弁護人にその旨を通知しなければならず、被疑者に弁護人がないときは、被疑者の法定代理人等、被疑者の指定する者一人に通知しなければならない（刑訴法207条、79条、刑訴規則79条）。
5. 勾留場所
勾留場所は、刑事施設（刑事収容処遇法3条）及びこれに代わる留置施設（刑事収容処遇法14条、15条）である。検察官は、裁判官の同意を得て、被疑者の勾留場所を変更することが可能である（刑訴規則80条1項参照）。

### 勾留期間
被疑者に対する勾留の期間は、勾留請求の日から（勾留請求の当日を含め）10日間である（刑事訴訟法208条1項）。

### 勾留延長
裁判官は、やむを得ない事由があると認めるときは、検察官の請求により、10日間を限度に勾留期間を延長することができ（刑事訴訟法208条2項前段）、これを勾留延長という。
ここにいう「やむを得ない事由」とは、事件の複雑困難、証拠収集の遅延又は困難等により、勾留期間を延長して更に捜査をするのでなければ起訴又は不起訴の決定をすることが困難な場合をいう（最高裁昭和37年7月3日判決民集16巻7号1408頁）。また、同判決は、牽連（けんれん）する他の事件との関係も相当な限度で考慮に入れることができるとしているが、ここにいう「牽連する他の事件」とは、勾留事実と同時期に敢行された同一・類似の手口の余罪など、勾留事実の犯情を判断するために必要な犯罪事実をいうと考えられている。
延長期間は、通じて10日間を超えることができないが（同項後段）、これを超えない限り、何度でも延長できる。このため、請求より短い期間しか延長が認められなくても、検察官は、準抗告により不服を申し立てることができないとされている（前橋地裁昭和59年12月15日決定刑裁月報16巻11=12合併号756頁）。これに対して、勾留延長請求を却下する裁判に対しては、準抗告が可能である。

### 接見交通
- 弁護人等との接見交通
勾留されている被告人又は被疑者は、弁護人又は弁護人選任権者（刑事訴訟法30条）の依頼により弁護人となろうとする者（以下、本稿において「弁護人等」という。）と立会人なくして接見し、又は書類若しくは物の授受をすることができる（同法39条1項）。
検察官、検察事務官又は司法警察職員は、捜査のため必要があるときは、公訴の提起前に限り、被疑者が防禦の準備をする権利を不当に制限しないことを条件に接見又は授受に関して日時、場所及び時間を指定することができる（同条3項本文、接見指定権）。
- 弁護人等以外の者との接見交通
勾留されている被告人又は被疑者は、弁護人等以外の者とも、法令の範囲内（具体的には、刑事収容施設及び被収容者等の処遇に関する法律115及び116条、刑事施設及び被収容者の処遇に関する規則67条～75条）で、接見し、又は書類若しくは物の授受をすることができる（刑事訴訟法207条、80条）。
しかし、裁判所又は裁判官は、逃亡し又は罪証を隠滅すると疑うに足りる相当な理由があるときは、検察官の請求により又は職権で、勾留されている被疑者と弁護人等以外の者との接見を禁じ、又はこれと授受すべき書類その他の物を検閲し、若しくはこれを差し押さえる（差押を参照）ことができる（接見等禁止）。ただし、糧食の授受を禁じ、又はこれを差し押さえることはできない（同法207条、81条）。
接見等禁止決定については、勾留要件よりも具体的な逃亡または罪証隠滅の蓋然性が肯定されなければ発令することができないと解されている。実際の決定例の大半は罪証隠滅のおそれを理由とするものであり、組織犯罪等の共犯事件や被告人や被疑者と事件関係者の供述が食い違っている場合において発令されることが多い。
実際の接見等禁止においては、弁護人等以外の者との接見及び物の授受を禁じる例が多いが、その場合でも、現金、衣類、寝具、公刊物（地域によっては公刊物については一般的の授受を禁止する地域も所在する）などの授受を禁じないのが通例のようである。
接見等禁止決定の出ている被告人又は被疑者に対して、裁判所又は裁判官の許可を得て、一定の範囲で禁止を解除することも行われている（一部解除）。
接見等禁止決定については、実務上、公訴提起前まで、その後は決定がなされた後の次の公判期日までと期限を区切って発令されるのが通例で、捜査や公判の進展に伴って、罪証隠滅のおそれが低減されていくにしたがって解除されていき、第1審判決を迎える前には解除されるのが大半で、控訴審及び上告審における勾留で接見等禁止が付されるのはまれである。

## 被告人の勾留

### 要件
被告人の勾留の要件（犯罪の嫌疑、勾留理由、勾留の必要性）は、前記被疑者の勾留と同様である（刑事訴訟法60条）。

### 手続

#### 勾留中の被疑者が起訴された場合
勾留中の被疑者について、これと同一の事実によって適法に起訴（公訴提起）がされたときは、起訴の日から、何らの手続を経ることなく、当然に被告人の勾留（2か月）が開始する（刑事訴訟法208条1項、60条2項）。
したがって、被疑者勾留から被告人勾留に移行する際、裁判官が改めて勾留理由や勾留の必要性について審査・判断するわけではなく、勾留質問も行われない。この場合の被告人勾留の有効性については勾留取消し請求によって争うことができる。

#### 勾留されていない被疑者が起訴された場合

##### 在宅の被告人の勾留・勾引
在宅の被疑者が起訴された場合は、起訴後も在宅のままで審理が行われ、裁判官ないし裁判所が職権で勾留を行うことはしないのが通常である。
ただし、以下に掲げるように、一定の場合には勾留等を行いうる制度がある。
勾引
在宅の被告人が裁判に出席しない場合、裁判所は被告人を勾引（刑事訴訟法58条2号）することができる。
起訴後の勾留
受訴裁判所（起訴を受けた裁判所）は、職権で、被告人の勾留をすることができる（刑事訴訟法60条1項）。
この場合の勾留は職権に限られ、検察官に請求権はない。
第1回公判期日前は、受訴裁判所が記録を見て犯罪の嫌疑等について審査・判断することは予断排除の原則に反するおそれがあるので、受訴裁判所とは別の裁判官が勾留に関する判断を行う（同法280条1項）。

##### 求令状起訴
被疑者が起訴される時点において、在宅ではなく身柄を拘束されているとしても、何らかの事情で逮捕前置主義などの法原則に抵触する状態が発生し、起訴後の勾留に移行できない場合がある。
このような場合には、検察官が、起訴の際、起訴状に「求令状」との記載をし、それを契機に、裁判官が職権で勾留するか否かを判断するのが実務上の取扱いである（いわゆる「求令状起訴」、「求令起訴」）。
逮捕中求令状
逮捕された被疑者が、まだ勾留されていない段階で起訴された場合は、検察官は、起訴状に「逮捕中求令状」との記載をする。この場合、裁判官は、勾留質問を行い、職権で勾留するか判断し、勾留しないときは直ちに釈放を命じる（同法280条2項）。裁判官の釈放命令に対して、検察官は準抗告をすることができる。
勾留中求令状（令状差替え）
A事実で勾留中の被疑者を、これとは別のB事実で起訴し、B事実について被告人勾留を求める場合、検察官は、起訴状に「勾留中求令状」の記載をする。なぜなら、勾留は公訴事実（被疑事実）ごとに行われるので、A事実とB事実に同一性がない場合、A事実についての勾留はB事実についての勾留として引き継がれず、改めてB事実について勾留するか否かを判断する必要があるからである。逮捕中求令状の場合と異なり、裁判官が職権を発動しない場合においては、不服の対象となる裁判が存在しないので、B事実についての勾留を求めて検察官は準抗告をすることができない。
裁判官は、勾留質問でB事実について被告人の陳述を聴いた後でなければ勾留することができない（同法61条）。

### 勾留期間
被疑者勾留から被告人勾留に当然に移行する場合は、勾留期間は起訴の日から2か月である（刑事訴訟法60条2項）。起訴後に裁判官ないし裁判所が職権で勾留した場合は、勾留期間は勾留の日から2か月である。
裁判所（第1回公判期日前は裁判官。刑事訴訟法280条1項）は、特に継続の必要があるときは、勾留期間を1か月ごとに更新することができる（勾留更新）。更新の回数は、次の場合には制限がないが、それ以外の場合は1回に限られる（刑事訴訟法60条2項ただし書）。
- 被告人が死刑又は無期若しくは短期1年以上の懲役若しくは禁錮にあたる罪を犯したものであるとき（89条1号）
- 被告人が常習として長期3年以上の懲役又は禁錮にあたる罪を犯したものであるとき（89条3号）
- 被告人が罪証を隠滅すると疑うに足りる相当な理由があるとき（89条4号）
- 被告人の氏名又は住居が分からないとき（89条6号）

### 保釈
- 保釈を参照。なお、日本においては、保釈は被告人についてのみ認められ、逮捕中や勾留中の被疑者については認められていない（起訴後保釈。刑訴法207条1項が「前三条の規定による勾留の請求を受けた裁判官は、その処分に関し裁判所又は裁判長と同一の権限を有する。但し、保釈については、この限りでない。」と規定しており、勾留の可否を判断する裁判官に保釈の権限がないこととなっているが、これは被疑者段階における保釈がないことを裏側から規定したものである。）。

## 救済

### 人身保護法
監禁・抑留・拘禁・強制収容等により不当に身柄を拘束されている被拘束者を救済するヘイビアス・コーパスの理念から発展した法律であるが、イギリスでの運用は、人身保護令状が保護を委任される保安官などに向けて発せられる形式である。
日本の人身保護法は1948年7月に制定された。不当な逮捕・勾留による被拘束者も保護対象に含み、同法により、裁判所は拘束者が裁判所命令に従わないときは過料（1日500円以下）を附すことができるようになった。
ただしその後の9月、最高裁判所（三淵忠彦長官）は、保護命令は、被拘束者が釈放される場合も含め、拘束者を指揮するために拘束者宛てに発するという形式を定めた。また保護指揮下の被拘束者の移動についても、拘置所、刑務所、警察署、その他などの裁判所による制限を設けた（人身保護規則）。
もっとも、人身保護規則4条が「法第二条の請求は、拘束又は拘束に関する裁判若しくは処分がその権限なしにされ又は法令の定める方式若しくは手続に著しく違反していることが顕著である場合に限り、これをすることができる。但し、他に救済の目的を達するのに適当な方法があるときは、その方法によつて相当の期間内に救済の目的が達せられないことが明白でなければ、これをすることができない」とされており、刑事手続の身柄拘束手続の救済手段としては極めて限定的な場合にしか請求が認められる余地がないことから、実務上用いられることが乏しいのが実情である。

### 刑事訴訟法

#### 勾留理由開示
勾留されている被告人は、裁判所に勾留の理由の開示を請求することができる（憲法34条後段、刑事訴訟法82条）。勾留されている被疑者は、勾留状を発付した裁判所の裁判官に、同様の請求をすることができる（刑事訴訟法207条による82条の準用）。
請求は被告人・被疑者自身が行うことができるし（刑事訴訟法82条1項）、弁護人、法定代理人、保佐人、配偶者、直系の親族、兄弟姉妹その他利害関係人も、請求することができる（刑事訴訟法82条2項）。勾留の理由の開示の請求は、請求をする者ごとに、各別の書面で、これをしなければならない（刑事訴訟規則81条1項）。被告人以外の者が請求をする場合には、その書面に「弁護人」「配偶者」などと記載する必要がある（刑事訴訟法81条2項参照）。なお、同一の勾留について、勾留理由開示の請求が2つ以上ある場合には、勾留の理由の開示は、最初の請求についてこれを行い、その他の請求は、勾留の理由の開示が終った後、決定でこれを却下しなければならないものとされている（刑事訴訟法86条）。そこで、実務上は、弁護人が2名以上いる場合でも、形式上、請求はそのうち1名のみが行うことが多い。
勾留の理由の開示の請求があったときは、裁判長・裁判官は、開示期日を定めなければならない（刑事訴訟規則82条1項）。勾留の理由の開示をすべき期日とその請求があつた日との間には、やむをえない事情がある場合を除き、5日以上を置くことはできない（刑事訴訟規則84条）。たとえば、弁護人が月曜日に請求書を出した場合、期日は、当日（月曜日）から土曜日までの間で定めなければならないことになる。したがって、実務上、弁護人が勾留理由開示請求書を提出した場合、ただちに裁判所との間で日程調整を行うのが通常である。
勾留の理由の開示は、公開の法廷でこれをしなければならない（憲法34条後段、刑事訴訟法83条1項）。法廷は、裁判官及び裁判所書記官が列席してこれを開く（刑事訴訟法83条2項）。被告人・被疑者及びその弁護人が出頭しないときは、原則として開廷することはできない（憲法34条後段、刑事訴訟法83条3項本文）。なお、検察官の出席は義務ではないが出席をすることは可能である。
法廷においては、裁判長・裁判官は、勾留の理由を告げなければならないものとされている（刑事訴訟法84条1項）。実務上、裁判官は「刑事訴訟法60条○号に該当する事由がある」とか、「一件記録によれば、関係者に働きかけるなどして罪証を隠滅するおそれがある」など、抽象的な内容を述べるにとどまることが多い。そのため、弁護人が裁判官に「求釈明」を行い、より詳しい勾留理由の説明を求めることが多い。もっとも、弁護人の求釈明に対しても、「捜査の密行性を確保する必要がある」などとして回答しない裁判官も多く、「これでは勾留の理由を開示したことにならない。手続は形骸化している」との指摘もある。
法廷では、検察官又は被告人及び弁護人並びにこれらの者以外の請求者は、意見を述べることができるが（刑事訴訟法84条2項本文）、裁判長・裁判官は、相当と認めるときは、意見の陳述に代え意見を記載した書面を差し出すべきことを命ずることができる（刑事訴訟法84条2項ただし書）。なお、意見を述べる時間は、各10分を超えることができないが、意見陳述に代えて、または意見陳述を補うため、書面を提出することができる（刑事訴訟規則85条の3）。意見陳述の内容は自由であるが、被告人・弁護人の意見陳述は「勾留は不当であるから、ただちに釈放されるべきである」とする内容であることが多い。検察官は出席しても発言をしないことが普通である。  
被疑者側から見ると、「留置施設から出ることで精神的にリフレッシュできる」「（特に接見禁止決定により家族等との面会ができない場合に）家族や関係者が傍聴席にいてそれを見た被疑者が勇気づけられる」「公開の場で被疑者や弁護人が主張を述べることで正当性を強くアピールできる」「検察の被疑者への取調べを一時的に不可能にできる」「勾留決定が機械的に行われているのではないかとの印象付けを行うことができる」などのメリットがあるとされている。
開示期日における手続については、裁判所書記官が調書を作成しなければならない（刑事訴訟規則86条）。

#### 準抗告
裁判官のした勾留に関する裁判（勾留や勾留請求却下、第1回公判期日前の保釈や保釈請求の却下、接見禁止や接見禁止請求の却下など）に不服がある者（被告人・弁護人又は検察官）は、簡易裁判所の裁判官がした裁判に対しては管轄地方裁判所に、その他の裁判官がした裁判に対してはその裁判官所属の裁判所に、その裁判の取消し又は変更を請求することができる（刑事訴訟法429条1項2号）。これを、準抗告（じゅんこうこく）の申立てという。
もっとも、勾留の裁判に対しては、犯罪の嫌疑がないことを理由として準抗告をすることはできない（同条2項、同法420条3項）。これは、犯罪の嫌疑がないことは、刑事訴訟の本案（公判手続）において主張すべき事柄であるからと説明されている。ただ、準抗告裁判所（準抗告の申立てを受けた地方裁判所又は家庭裁判所（同法429条3項））は、職権で犯罪の嫌疑の有無を審理し、これがないことを理由に勾留の裁判を取り消すことができると解されている。
準抗告の申立てがあっても、裁判の執行を停止する効力を有しない（同法432条、424条本文。例えば、被告人が勾留に対する準抗告を申し立てても、当然に釈放されるわけではない。逆に保釈の裁判に対して検察官が準抗告を申し立てた場合、準抗告審の決定があるまでの間被告人の身柄を留め置くためには、検察官は別途執行停止の申立てをする必要がある。）。
審理は合議体でなされ（同法429条3項）、申立ての日の内に決定がなされるのが通例である。準抗告裁判所の決定に対しては、抗告や準抗告をすることができない（同法432条、427条）が、特別抗告（同法433条）はできる。

#### 抗告
裁判所がした勾留に関する裁判（被告人に対する勾留）に対しては、抗告をすることができる（刑事訴訟法420条1項、2項）。

#### 勾留取消し
勾留の理由又は勾留の必要性がなくなったときは、裁判所（裁判官）は、検察官、勾留されている被告人（被疑者）若しくはその弁護人、法定代理人、保佐人、配偶者、直系の親族若しくは兄弟姉妹の請求により、又は職権で、決定をもって勾留を取り消さなければならない（87条1項）。

#### 勾留の執行停止
裁判所（裁判官）は、適当と認めるときは、決定で、勾留されている被告人（被疑者）を親族、保護団体その他の者に委託し、又は被告人（被疑者）の住所を制限して、勾留の執行を停止することができる（刑訴法95条）。
主に、被告人が病気になった場合に入院させるため用いられる場合が多い。

## 未決勾留日数の算入
未決勾留されている場合、判決において被疑者（被告人）が勾留されてから刑が確定するまで拘束されている未決勾留日数は、確定した刑の執行において、刑期に算入される。